# 奉贤区
30°52′59″N 121°34′01″E / 30.883°N 121.567°E
奉贤区是中华人民共和国上海市的一个市辖区，东邻浦东新区，西接金山区、松江区，北交闵行区，南濒杭州湾。下辖8个镇，160个居委会、175个村委会。原为1726年（清雍正四年）设立的奉贤县，2001年8月24日撤县设区。至此结束了奉贤置县275年的历史。區人民政府駐南桥镇解放东路928号。

## 历史
「奉贤」原「齐贤」，即见贤思齐之意。一说以传说中孔子高徒吴国人言偃（子游）曾来此讲学，故名，后取名奉贤，取“敬奉贤人”之意。一说因松江府辖区内有河流奉贤泾（位于今金山区亭林镇）而得名，但该河道自始不位于奉贤县和后来的奉贤区境内，故被认为可能性不大。

## 行政区划
奉贤区下辖4个街道、8个镇、1个旅游区管委会（类似乡级单位）：
西渡街道、奉浦街道、金海街道、南桥镇、奉城镇、庄行镇、金汇镇、四团镇、青村镇、柘林镇、海湾镇、海湾旅游区和头桥街道。
2024年6月28日新設頭橋街道。

## 人口
第七次全国人口普查全區常住人口为1140872人，同第六次全国人口普查的1083463人相比，十年共增加57409人，增长5.3%。平均每年增加5741人，年平均增长率为0.5%。

## 旅遊
- 碧海金沙水上樂園

- 上海海湾国家森林公园

- 申隆生态园
- 金海湖（上海之鱼）

## 社區
十二五前后奉贤区开始规划建设南桥新城，规划人口100万，届时南桥镇将建成上海重要的卫星城镇，承担上海城市化进程中重要的人口分流任务。

## 交通
- 上海轨道交通5号线在奉贤区内设有西渡、萧塘、奉浦大道、环城东路、望园路、金海湖、奉贤新城等七座车站。
- 巴士快速交通系统奉浦快線

## 產業
- 上海化学工业区
- 東方美谷[5]，以美麗健康產業為主